# Cephalaria monocephala
Cephalaria monocephala là một loài thực vật có hoa trong họ Kim ngân. Loài này được Sümbül mô tả khoa học đầu tiên năm 1991.